# Frankrike i olympiska vinterspelen 1948
Frankrike deltog med 36 deltagare vid de olympiska vinterspelen 1948 i Sankt Moritz. Totalt vann de två guldmedaljer, en silvermedalj och två bronsmedaljer.

## Medaljer

### Guld
- Henri Oreiller - Alpin skidåkning, störtlopp.
- Henri Oreiller - Alpin skidåkning, kombination.

### Silver
- James Couttet - Alpin skidåkning, slalom.

### Brons
- James Couttet - Alpin skidåkning, kombination.
- Henri Oreiller - Alpin skidåkning, slalom.